# Somewhere on Tour
Somewhere on Tour var Iron Maidens turné i samband med albumet Somewhere in Time. 
Turnén omfattade 151 konserter från september 1986 till maj 1987. Turnépremiären var i Belgrad den 10 september 1986, tre veckor innan albumet släpptes, och turnéavslutningen var i Osaka den 21 maj 1987. 
Scenproduktionen var baserad albumomslagets science fiction-tema, och som konsertintro användes Vangelis filmmusik från Blade Runner. Likt World Slavery Tour förekom påkostade effekter, exempelvis uppenbarade sig Eddie med ett stort uppblåst huvud och två uppblåsta händer som Dickinson och Harris stod i under "Iron Maiden".
Turnén var den första där Iron Maiden inkluderade keyboard i sin live-musik. Det var Steve Harris bastekniker Michael Kenney som spelade keyboard live, fast dold backstage.
Harris har senare uttryckt ånger över att turnén aldrig förevigades i någon officiell konsertfilm, eftersom deras manager Rod Smallwood ansåg att det skulle ha kommit för tätt inpå Live After Death (1985).

## Sverige
Tre konserter gavs i Sverige under Europaturnén 1986: 14 november på Hovet i Stockholm, 15 november i Scandinavium i Göteborg och 18 november Malmö ishall i Malmö. Det var första gången Iron Maiden spelade i Malmö och Malmö Ishall hade så lågt i tak att ljusriggen låg tätt ovanpå bandet. 
Fotografen Ulf Magnusson från tidningen Okej fick Iron Maidens tillåtelse att filma hela konserten i Göteborg med sin videokamera.

## Låtlista
Intro: Blade Runner End Titles (Vangelis, 1982)
1. Caught Somewhere In Time (Somewhere In Time, 1986)
2. 2 Minutes To Midnight (Powerslave, 1984)
3. Sea Of Madness (Somewhere In Time, 1986)
4. Children Of The Damned (The Number of the Beast, 1982)
5. Stranger in a Strange Land (Somewhere In Time, 1986)
6. Wasted Years (Somewhere In Time, 1986)
7. Rime Of The Ancient Mariner (Powerslave, 1984)
8. Walking on Glass (Gitarrsolo) (Dave Murray & Adrian Smith)
9. Where Eagles Dare (Piece of Mind, 1983)
10. Heaven Can Wait (Somewhere In Time, 1986)
11. Phantom of the Opera (Iron Maiden, 1980)
12. Hallowed Be Thy Name (The Number of the Beast, 1982)
13. Iron Maiden (Iron Maiden, 1980)
14. The Number of the Beast (The Number of the Beast, 1982)
15. Run To The Hills (The Number of the Beast, 1982)
16. Running Free (Iron Maiden, 1980)
17. Sanctuary (Sanctuary / Iron Maiden, 1980)

### Variationer
- Flight of Icarus (Piece of Mind, 1983)  Endast spelad de första sex konserterna 1986.
- Wrathchild (Killers, 1981)  Spelad av och till, på sammanlagt tio konserter.
- The Loneliness of the Long Distance Runner (Somewhere In Time, 1986) Spelad endast en gång, på turnépremiären i Belgrad.

## Medlemmar
- Steve Harris - bas
- Adrian Smith - gitarr
- Dave Murray - gitarr
- Bruce Dickinson - sång
- Nicko McBrain - trummor